# Springer Vieweg
Springer Vieweg ist ein Verlag für klassische und digitale Lehr- und Fachmedien im Bereich Technik mit Sitz in Wiesbaden.  

## Geschichte
Im Jahr 2012 entstand Springer Vieweg aus dem 2008 gegründeten Vieweg+Teubner Verlag (Vieweg Verlag 1786 | B. G. Teubner Verlag 1812) sowie dem deutschsprachigen technischen Programm des Springer-Verlags. Er ist Teil von Springer Science+Business Media.

## Angebot
Das Verlagsprogramm umfasst gedruckte Bücher und E-Books, Zeitschriften, Online-Angebote und Veranstaltungen rund um die Themen Bauwesen, Elektrotechnik, Informationstechnik und Informatik sowie Maschinenbau und Mobilität. 

## Zielgruppe
Zielgruppe für das Verlagsprogramm sind Studenten, Wissenschaftler und Praktiker der Themenbereiche Architektur, Mathematik, Physik, Ingenieurwissenschaften, Professional Business & Technology sowie Wirtschaftsinformatik.